# El hombre anumérico
El hombre anumérico es el segundo libro traducido al español del profesor y escritor John Allen Paulos. Su título original en inglés es Innumeracy: Mathematical Illiteracy and its Consequences.

## Temas
El libro es un ensayo que versa sobre los problemas de la sociedad actual para entender las matemáticas en el contexto de la vida diaria. A partir de ejemplos y casos reales, explica cómo el común de los ciudadanos tiende a malinterpretar lo que ve y oye. Insiste en la importancia del conocimiento de las matemáticas y realiza varias críticas y propuestas para mejorar tal entendimiento. También ataca con ferocidad a la pseudociencia y sus consecuencias en el público en general.
Introduce un concepto nuevo, el anumerismo, innumeracy en inglés. El término alude a la incapacidad de comprender conceptos matemáticos aplicados en la vida real y, en un sentido amplio, la incapacidad de entender el mundo de manera científica y racional.
El libro está tratado de una forma muy amena, con bastante humor y de una forma muy cercana al lector, gracias a muchos ejemplos de casos reales.
Paulos analiza la sociedad de su país, Estados Unidos, y en algunos casos los ejemplos propuestos, como la crítica al sistema de enseñanza, son sólo aplicables a ese país, si bien el tono general y las ideas fundamentales son ampliamente extrapolables a todas las sociedades del mundo desarrollado.